# Liste der Monuments historiques in Péronnas
Die Liste der Monuments historiques in Péronnas führt die Monuments historiques in der französischen Gemeinde Péronnas auf.

## Liste der Bauwerke
| Bezeichnung  | Beschreibung                  | Standort                | Kennzeichnung | Schutzstatus | Datum | Bild           |
| ------------ | ----------------------------- | ----------------------- | ------------- | ------------ | ----- | -------------- |
| Schloss Saix | Erbaut ab dem 13. Jahrhundert | Chemin de Corbie (Lage) | PA00116448    | Inscrit      | 1987  | weitere Bilder |

## Liste der Objekte
- Monuments historiques (Objekte) in Péronnas in der Base Palissy des französischen Kultusministeriums